# Novîi Șleah, Kozeleț
Novîi Șleah (în ucraineană Новий Шлях) este o comună în raionul Kozeleț, regiunea Cernihiv, Ucraina, formată numai din satul de reședință.

## Demografie
Componența lingvistică a comunei Novîi Șleah
     Ucraineană (96,68%)
     Rusă (3,02%)
     Alte limbi (0,3%)
Conform recensământului din 2001, majoritatea populației comunei Novîi Șleah era vorbitoare de ucraineană (96,68%), existând în minoritate și vorbitori de rusă (3,02%).